# Лесаджаие
Лесаджаие (груз. ლესაჯაიე) — село в Грузии, на территории Сенакского муниципалитета края (мхаре) Самегрело-Верхняя Сванетия.

## География
Село находится в западной части Грузии, на правом берегу реки Техури, на расстоянии приблизительно 16 километров (по прямой) к северо-востоку от города Сенаки, административного центра муниципалитета. Абсолютная высота — 157 метров над уровнем моря.

## Население
По результатам официальной переписи населения 2014 года в Лесаджаие проживало 194 человека (93 мужчины и 101 женщина). В национальной структуре населения грузины составляли 99,5 %.
| Год  | Население, человек |
| ---- | ------------------ |
| 2002 | 267                |
| 2014 | ↘ 194              |